# Lambert Wilson
Lambert Wilson (Neuilly-sur-Seine, 3 de agosto de 1958) es un actor de cine y televisión francés. Es hijo del actor Georges Wilson.

## Biografía
Ha alcanzado notoriedad internacional por su participación en producciones de Hollywood y europeas. Entre ellas se cuentan El Dorado (1988), de Carlos Saura, tres filmes de la saga Matrix, Catwoman (2004; protagonizada por Halle Berry y Sharon Stone) y Sahara (2005), trabajando junto a Matthew McConaughey y Penélope Cruz.
Aparte de actuar, Lambert Wilson también es cantante. Ha registrado dos álbumes de música clásica como barítono. En París, en el Teatro Chatelet, caracterizó nada menos que tres personajes en Candide, de Leonard Bernstein: Actuó y cantó como Voltaire en francés, y como el Dr. Pangloss y Martin en inglés.
En febrero de 2016 realizó el álbum llamado Wilson chante Montand, en memoria al 25 aniversario de la muerte del cantante Yves Montand.

## Filmografía
- Julia (1977) - Walter Franz
- Le Gendarme et les Extra-terrestres (1978) - Joven extraterrestre
- Lady Oscar (1979) - Soldado insolente
- La Boum 2 (1982) - Félix Maréchal
- Five Days One Summer (1982) - Johann Biari
- Sahara (1983) - Jaffar
- La sangre de otros (1984) - Paul
- Rendez-vous (1985) - Quentin
- El Dorado (1988) - Pedro de Ursúa
- Jefferson in Paris (1995) - Marqués de Lafayette
- The Leading Man (1996) - Felix Webb
- Marquise (1997) - Racine
- On connaît la chanson (1997) - Marc Duveyrier
- The Last September (1999) - Hugo Montmorency
- Jet Set (2000) - Arthus de Poulignac
- Don Quixote (2000) - El Duque (película para televisión, dirigida por Peter Yates)
- The Matrix Reloaded (2003) - Merovingio
- The Matrix Revolutions (2003) - Merovingio
- Timeline (2003) - Lord Arnaut
- Pas sur la bouche (2003) - Eric Thomson
- Catwoman (2004) - Georges Hedare
- Palais Royal! (2005) - Príncipe Arnaud
- L'anniversaire (2005) - Diane Kurys
- Sahara (2005) - Yves Massarde
- Coeurs (2006) - Dan
- Flawless (2007) - Finch
- Dante 01 (2008) - Saint Georges
- Babylon A.D. (2008) - Dr. Arthur Darquandier
- Comme les autres (2008) - El pediatra Emmanuel François Xavier Bernier, Manu
- The Lazarus Project (2008) - Avery
- De dioses y hombres  (2010) - Christian de Chergé
- La Princesse de Montpensier  (2010) - Bertrand Tavernier
- Flawless (2014) - Gauthier Valence
- Barbacoa entre amigos (2014) - Antoine
- 5 to 7 (2014) - Valéry Pierpont
- Jacques (2016) - Jacques Cousteau
- The Translators (2019) - Éric Angstrom
- De Gaulle (2020) - Charles De Gaulle
- The Matrix Resurrections (2021) - Merovingio
- Les choses simples (2023) - Vincent